# Dziektarzewo
Dziektarzewo is een plaats in het Poolse district  Płoński, woiwodschap Mazovië. De plaats maakt deel uit van de gemeente Baboszewo en telt 190 inwoners.